# Lã Thanh Huyền
Lã Thanh Huyền (sinh ngày 10 tháng 11, 1985) là một diễn viên, người dẫn chương trình, người mẫu và doanh nhân Việt Nam. Cô nổi tiếng với ngôi quán quân trong cuộc thi truyền hình thực tế Phụ nữ Thế kỷ 21 năm 2006 và sau này là các vai diễn trong các phim truyền hình như: Thái sư Trần Thủ Độ, Zippo, mù tạt và em, Tình yêu và tham vọng. Ngoài diễn xuất, với lợi thế về nhan sắc cô còn tham gia làm người dẫn chương trình, người mẫu và người đại diện thương hiệu.

## Tiểu sử
Lã Thanh Huyền sinh ngày 10 tháng 11 năm 1985 trong một gia đình khá giả tại Hà Nội. Bố mẹ cô đều là doanh nhân, cô còn có một em trai kém 4 tuổi tên là Lã Tiến Mạnh. Tiến Mạnh là một nhiếp ảnh gia, anh lấy nghệ danh là Lukas và cũng gây được sự chú ý khi từng cộng tác với nhiều người nổi tiếng ở Hà Nội như Thủy Top và Thùy Linh.

## Sự nghiệp

### 2006–2011: Danh hiệu Người đẹp Phụ nữ Thế kỷ 21
Sau khi học xong THPT, Thanh Huyền theo học trường Cao đẳng Nghệ thuật Hà Nội và sau đó cô đã tham gia con đường diễn xuất từ sớm.
- Khi đang là sinh viên năm nhất, Thanh Huyền đã tham gia bộ phim đầu tiên là: Hoa xuyến chi của cố đạo diễn Nguyễn Hữu Luyện. Trong phim, cô vào vai Lán - một cô gái trẻ ở miền trung du Phú Thọ và đã có một mối tình ngây thơ với Hân - chàng trai bị mồ côi cha do chiến tranh chống Mỹ.[2][3]
- Giữa năm 2006, Thanh Huyền tham dự cuộc thi “Phụ nữ thế kỷ 21” mùa đầu tiên. Đây là một chương trình truyền hình thực tế đi tìm hình ảnh người phụ nữ hiện đại, năng động, "giỏi việc nước đảm việc nhà" của thế kỷ 21.[4] Cuộc thi năm đó còn có một số gương mặt được chú ý như diễn viên Kim Tuyến, Hà Hương, Á hậu Ngọc Lan. Sau khi chương trình khép lại với 13 tập được phát sóng trên VTV3, cô đã xuất sắc đoạt danh hiệu quán quân của cuộc thi mùa đầu tiên. Từ sau thành công của cuộc thi năm đó, Thanh Huyền thường được khán giả yêu mến gọi là Người đẹp thế kỷ 21. Danh hiệu này vừa là “bước đệm”, vừa là “lực đẩy” giúp cô được mời đóng nhiều vai diễn chính trong các bộ phim truyền hình: "Thiên thần bé nhỏ”, “Mùa tôm hùm”, “Cô dâu Việt”, “Đi về phía mặt trời”, “Linh lan trắng”, “Tết không chỉ có hoa đào”, “Những chàng rể họ Lê”,...[5][6] Năm sau, khi VTV tổ chức Phụ nữ thế kỷ 21 mùa thứ 2, Thanh Huyền tiếp tục tham gia với vai trò người dẫn chương trình.
- Đầu tháng 9 năm 2009, ngay sau khi ghi hình xong bộ phim Blog nàng dâu, Thanh Huyền được đạo diễn Đào Duy Phúc chọn làm người thay thế cho Á hậu 2 Hoa hậu Hoàn vũ Việt Nam 2008 Thiên Lý để vào vai Trần Thị Dung trong phim Thái sư Trần Thủ Độ.[7] Đây là một vai diễn lớn trong sự nghiệp của Thanh Huyền khi bộ phim được coi như một phim truyền hình bom tấn của Việt Nam để kỷ niệm Đại lễ 1000 năm Thăng Long - Hà Nội. Tuy nhiên, do trục trặc ở khâu nghiệm thu và cấp phép nên mặc dù bộ phim đã ghi hình xong nhưng phim vẫn không được công chiếu vào dịp Đại lễ năm 2010 mà phải mãi đến tận tháng 10 năm 2013 mới được phát sóng trên VTV3.[8]

### 2011–nay: Giành giải Cánh diều vàng
- Đầu năm 2011, Thanh Huyền lên xe hoa với một doanh nhân họ Hoàng. Từ đó, cô tạm rời xa các hoạt động diễn xuất để vun đắp hạnh phúc gia đình.
- Sau một thời gian vắng bóng, cô đánh dấu sự trở lại bằng việc tham gia bộ phim Tình yêu không hẹn trước của cặp đạo diễn Trọng Trinh – Tiến Huy. Trong phim, cô nhận vai Mai và có một cuộc tình khá lãng mạn với Huy (Việt Anh), một thiếu gia giàu có của đất Hà thành.[9] Phim bắt đầu được trình chiếu trên kênh VTV3 từ dịp Valentines trắng (14/3) năm 2013.[10]
- Cuối năm 2014, cô tham gia ghi hình bộ phim của Điện ảnh Quân đội với vai cô Mây, một nữ y tá chiến trường đã có giấy báo tử, đột ngột trở về quê hương vào đúng ngày người yêu San của cô cử hành hôn lễ. Mây vẫn yêu San nhưng cố giấu trong lòng, chịu đựng để mong San sẽ hạnh phúc và cô đã quyết định bỏ nhà ra bến đò sống. Sau đó, phim được chiếu ra mắt tại rạp Kim Đồng vào dịp kỷ niệm 70 năm Quốc khánh (2015) và đã lấy đi rất nhiều nước mắt của khán giả đến rạp.[11][12]
- Sau Người trở về, Thanh Huyền tiếp tục cộng tác với 2 đạo diễn Trọng Trinh – Tiến Huy khi nhận vai Lam trong phim Zippo, mù tạt và em. Chuyện phim xoay quanh một cuộc tình tay ba giữa Lam (Thanh Huyền) với 2 chàng trai Huy (Hồng Đăng), Sơn (Mạnh Trường). Phim bắt đầu được phát sóng trên kênh VTV3 từ cuối tháng 6 năm 2016 và đã tạo được khá nhiều dấu ấn với khán giả qua màn ảnh nhỏ.[13]
- Ngày ngày 9 tháng 4 năm 2017 tại Lễ trao giải Cánh diều vàng 2016 diễn ra ở thành phố mang tên Bác, nữ diễn viên họ Lã đã có lần đầu tiên giành giải Cánh diều khi được xướng tên ở hạng mục Nữ diễn viên chính phim truyền hình xuất sắc nhất nhờ vai Lam trong Zippo, mù tạt và em. Ở hạng mục này, Hội Điện ảnh Việt Nam bị chỉ trích thiếu chuyên nghiệp trong khâu chuẩn bị khi bất ngờ đồng trao giải Nữ chính cho cả Thanh Huyền và NSƯT Minh Trang nhưng lại chỉ chuẩn bị một chiếc cúp Cánh diều trong lúc trao giải. Điều này khiến cho 2 nữ diên viên đã có một tình huống hơi khó xử trên sân khấu của một buổi lễ đang được truyền hình trực tiếp.[14][15] Sau thành công cùng Zippo, mù tạt và em; Thanh Huyền tạm rời xa nghiệp diễn xuất để chuyên tâm vào công việc kinh doanh, quản lý công ty.
- Năm 2020, Thanh Huyền trở lại màn ảnh nhỏ sau 4 năm vắng bóng bằng vai diễn Tuệ Lâm trong Tình yêu và tham vọng của đạo diễn Bùi Tiến Huy. Điểm khác trong lần trở lại này là người đẹp họ Lã vốn dĩ đã ghi dấu trong lòng khán giả với những vai diễn dịu dàng, hiền lành nhưng nay cô đã lột xác thành một Tuệ Lâm mạnh mẽ, quyết đoán và không kém phần thủ đoạn, một nhân vật đa diện, vừa thiện vừa ác, vừa đáng thương vừa đáng ghét.[16][17]
- Năm 2022, cô tham gia bộ phim Chồng cũ, vợ cũ, người yêu cũ với vai diễn Giang. Đây là bộ phim đánh dấu sự trở lại của cô sau 2 năm vắng bóng và lần thứ hai đóng cặp với diễn viên Việt Anh sau Tình yêu không hẹn trước.

## Danh sách phim

### Truyền hình
| Năm  | Phim                          | Vai diễn      | Kênh          | Ghi chú                | Chú thích     |
| ---- | ----------------------------- | ------------- | ------------- | ---------------------- | ------------- |
| 2004 | Hoa xuyến chi                 | Lán           | VTV3          |                        |               |
| 2006 | Đi về phía mặt trời           | Dương         | HTV9          |                        |               |
| 2007 | Linh lan trắng                | Linh Lan      | HTV7          |                        | [ 18 ]        |
| 2008 | Tết không chỉ có hoa đào      | Thảo          | VTC1          |                        |               |
| 2008 | Những chàng rể họ Lê          | Kiều Thanh    | VTC9          |                        | [ 19 ]        |
| 2008 | Cô gái xấu xí                 | Phóng viên    | VTV3          | Khách mời              |               |
| 2008 | Cô dâu Việt                   |               |               |                        |               |
| 2008 | Thiên thần bé nhỏ             |               |               |                        |               |
| 2008 | Mùa tôm hùm                   |               |               |                        |               |
| 2010 | Blog nàng dâu                 | Vy            | VTV3          |                        | [ 20 ] [ 21 ] |
| 2013 | Tình yêu không hẹn trước      | Mai           | VTV3          |                        |               |
| 2013 | Thái sư Trần Thủ Độ           | Trần Thị Dung | VTV1 HanoiTV1 | [ note 1 ]             | [ 22 ] [ 23 ] |
| 2016 | Zippo, mù tạt và em           | Lam           | VTV3          |                        |               |
| 2020 | Tình yêu và tham vọng         | Tuệ Lâm       | VTV3          | Vai phản diện đầu tiên | [ 24 ] [ 25 ] |
| 2022 | Chồng cũ, vợ cũ, người yêu cũ | Cẩm Giang     | VTV3          |                        |               |

### Điện ảnh
| Năm  | Phim         | Vai diễn | Đạo diễn        | Chú thích            |
| ---- | ------------ | -------- | --------------- | -------------------- |
| 2015 | Người trở về | Mây      | Đặng Thái Huyền | [ 11 ] [ 26 ] [ 27 ] |
| 2017 | Mắt biển     | Ngân     | Đặng Thái Huyền | [ 26 ] [ 28 ]        |

## Giải thưởng
| Giải thưởng       | Năm  | Hạng mục                                                 | Tác phẩm đề cử        | Kết quả   |
| ----------------- | ---- | -------------------------------------------------------- | --------------------- | --------- |
| Phụ nữ thế kỷ XXI | 2006 | —                                                        | —                     | Giải nhất |
| Cánh Diều Vàng    | 2016 | Nữ diễn viên chính xuất sắc nhất phim truyện truyền hình | Zippo, Mù tạt và em   | Đoạt giải |
| Ấn tượng VTV      | 2020 | Diễn viên nữ Ấn tượng                                    | Tình yêu và tham vọng | Đề cử     |

## Cuộc sống cá nhân
- Sau một cuộc tình kéo dài khoảng 4 năm, Thanh Huyền đã kết hôn với Hoàng Trần Anh vào ngày 24 tháng 3 năm 2011. Chú rể là một doanh nhân hơn Thanh Huyền tới 12 tuổi. Hôn lễ được tổ chức tại khách sạn Meliá với đông đảo đồng nghiệp trong giới nghệ sĩ cùng gia quyến của diễn viên họ Lã.[29]
- Ngày 9 tháng 4 năm 2013, cô sinh được một bé trai đầu lòng bằng phẫu thuật Caesar (mổ lấy thai).[30]
- Ngoài đời, cô là một phụ nữ xinh đẹp và có hội bạn thân là diễn viên Vân Hugo, Quỳnh Nga, Huyền Lizzie (Phan Minh Huyền), Phanh Lee (Lê Phương Anh), Việt Anh, Quỳnh Kool, Đình Tú, Thái Dũng, Thùy Anh và B Trần.[31][32][33] Ngoài ra, Thanh Huyền có sở thích đi du lịch, cô là một trong những nghệ sĩ chăm chỉ đi du lịch nhất nhì trong làng giải trí Việt Nam. Nhờ có điều kiện sống dư giả nên cô thường đi đến những địa điểm nổi tiếng khắp nơi trên thế giới và hình ảnh những chuyến đi được cô đăng tải rất thường xuyên trên trang Facebook cá nhân.[34][35]
- Đầu năm 2013, Thanh Huyền và gia đình bố mẹ đẻ của cô vướng vào tin đồn đối xử tệ bạc, chèn ép em dâu Minh Trang (vợ thứ hai của Lã Tiến Mạnh) khiến cô phải ly dị với Tiến Mạnh và ôm bụng bầu sang nước ngoài sinh con, trở thành mẹ đơn thân với 2 bé trai sinh đôi.[36]